# Wir sind die Nacht
Wir sind die Nacht (t.l. Noi siamo la notte) è un film del 2010 diretto da Dennis Gansel.

## Riconoscimenti
Il film ha ricevuto il premio speciale della giuria al Sitges - Festival internazionale del cinema fantastico della Catalogna.